# 2021년 탬파베이 레이스 시즌
2021년 탬파베이 레이스 시즌은 메이저리그의 프로 야구단 탬파베이 레이스의 2021년 시즌을 일컫는다. 케빈 캐시 감독이 정식으로 부임하여 맞이한 7번째 시즌이다. 팀은 아메리칸리그 동부지구 5팀 중 1위에 올라 디비전 시리즈에 직행했으나 보스턴 레드삭스에 1승 3패로 패하며 탈락했다.

## 선수단
- 선발투수 : 글래스노우, 라스무센, 맥클라나한, 힐, 바즈, 파티노, 아처, 하니웰, 와차, 야브로
- 구원투수 : 맥휴, 샤그와, 톰슨, 파이어라이즌, 헤드, 콘리, 스트릭랜드, 위슬러, 스프링스, 엘리스, 존슨, 크레비엘, 포펜, 페어뱅크스, 리드, 암스트롱, 리차즈, 마자, 로버트슨, 헤스, 로, 셰리프, 플레밍
- 마무리투수 : 키트리지, 카스티요, 엔스, E.필립스, 앤더슨
- 포수 : 주니노, 메지아, 스미스, 오돔
- 1루수 : 최지만, 루플로, 쓰쓰고
- 2루수 : B.로위, 브루한
- 유격수 : 프랑코, 월스, 아다메스
- 3루수 : 웬들, 디아즈, 브로소, 패들로
- 좌익수 : 메도우즈
- 중견수 : 키어마이어, J.로위
- 우익수 : 아로자레나, 마고, B.필립스
- 지명타자 : 크루즈

## 같이 보기
- 2018년 밀워키 브루어스 시즌
- 2022년 탬파베이 레이스 시즌